# Rhipicephalus warburtoni
Rhipicephalus warburtoni är en fästingart som beskrevs av Walker och Horak 2000. Rhipicephalus warburtoni ingår i släktet Rhipicephalus och familjen hårda fästingar. Inga underarter finns listade i Catalogue of Life.